# Кім Кук Х'ян
Кім Кук Х'ян (нар. 20 квітня 1993) — північнокорейська важкоатлетка, срібна призерка Олімппійських ігор 2016 року.

## Результати
| Рік              | Місце                    | Вага             | Ривок            | Ривок            | Ривок            | Ривок            | Поштовх          | Поштовх          | Поштовх          | Поштовх          | Загалом          | Місце            |
| Рік              | Місце                    | Вага             | 1                | 2                | 3                | Місце            | 1                | 2                | 3                | Місце            | Загалом          | Місце            |
| Олімпійські ігри | Олімпійські ігри         | Олімпійські ігри | Олімпійські ігри | Олімпійські ігри | Олімпійські ігри | Олімпійські ігри | Олімпійські ігри | Олімпійські ігри | Олімпійські ігри | Олімпійські ігри | Олімпійські ігри | Олімпійські ігри |
| ---------------- | ------------------------ | ---------------- | ---------------- | ---------------- | ---------------- | ---------------- | ---------------- | ---------------- | ---------------- | ---------------- | ---------------- | ---------------- |
| 2016             | Ріо-де-Жанейро, Бразилія | понад 75 кг      | 123              | 127              | 131              | 1                | 162              | 170              | 175              | 2                | 306              | 2                |
| Чемпіонат світу  |                          |                  |                  |                  |                  |                  |                  |                  |                  |                  |                  |                  |
| 2015             | Х'юстон, США             | понад 75 кг      | 125              | 125              | 130              | 5                | 162              | 166              | 168              | 3                | 298              | 3                |